# Most Mieszka I w Poznaniu
Most Mieszka I w Poznaniu – most drogowy na Cybinie, w granicach administracyjnych miasta Poznania.
Jest położony pomiędzy mostem św. Rocha a mostem Biskupa Jordana. W ramach Osiedla Ostrów Tumski-Śródka-Zawady-Komandoria, łączy prawobrzeżną Śródkę z Ostrowem Tumskim, w ciągu ul. Wyszyńskiego oraz I ramy komunikacyjnej. Powstał w latach 70. XX wieku wraz z budową tzw. Trasy Chwaliszewskiej, która przecięła w poprzek Ostrów Tumski. Most przejął funkcje komunikacyjne pobliskiego Mostu Cybińskiego. 
Most ma:
- 2 chodniki,
- 2 jezdnie po 2 pasy,
- wydzielone torowisko tramwajowe.

Patronem mostu jest Mieszko I.